# Sjarhej Bachar
Sjarhej Bachar (belarussisch Сяргей Бахар, international nach englischer Umschrift Siarhei Bakhar; * 27. Juni 1989) ist ein belarussischer Kugelstoßer.

## Karriere
Sjarhej Bachar nahm 2005 beim Europäischen Olympischen Sommer-Jugendfestival im italienischen Lignano Sabbiadoro erstmals an einem bedeutenderen internationalen Wettbewerb teil, den er mit erzielten 18,45 m (5-kg-Kugel) als Zweitplatzierter beendete.
2008 trat Bachar bei den Leichtathletik-Juniorenweltmeisterschaften in Bydgoszcz, Polen, an, wo ihm 18,69 m (6-kg-Kugel) jedoch nur zum elften Rang reichten.
Ein Jahr später positionierte sich Bachar bei den Leichtathletik-U23-Europameisterschaften im litauischen Kaunas mit 17,50 m auf Platz neun.
2010 wurde Bachar beim Winterwurf-Europacup in Arles, Frankreich, mit 17,65 m Zweiter. Zudem errang er im gleichen Jahr zwei belarussische Meistertitel – einen in Mahiljou (19,21 m, Halle) und einen in Hrodna (18,30 m, Freiluft).
Beim Winterwurf-Europacup 2011 in der bulgarischen Hauptstadt Sofia siegte Bachar mit 18,29 m knapp vor dem Ukrainer Dmytro Sawyzkyj (18,27 m), ehe er rund vier Monate danach bei den Leichtathletik-U23-Europameisterschaften im tschechischen Ostrava mit 18,29 m den achten Platz belegte. Kurz darauf stellte sich Bachar bei der Sommer-Universiade in Shenzhen, VR China, erneut zum Wettkampf, schied in demselben aber bereits in der Qualifikation aus, ohne den Wettkampfstandard erreicht zu haben.